# Monumentos paleocristãos de Ravena
Os Monumentos paleocristãos de Ravena são uma série de monumentos na cidade italiana de Ravena que foram declarados Patrimônio Mundial da UNESCO em 1996.
| Código  | Nome                                   | Localidade | Coordenadas                      |
| ------- | -------------------------------------- | ---------- | -------------------------------- |
| 788-001 | Mausoléu de Gala Placídia              | Ravena     | 44° 25′ 15,5″ N, 12° 11′ 49,2″ L |
| 788-002 | Basílica de São Vital                  | Ravena     | 44° 25′ 13,5″ N, 12° 11′ 46,5″ L |
| 788-003 | Batistério Neoniano                    | Ravena     | 44° 24′ 57,3″ N, 12° 11′ 51,4″ L |
| 788-004 | Capela arcebispal                      | Ravena     | 44° 24′ 55,8″ N, 12° 11′ 51,9″ L |
| 788-005 | Basílica de Santo Apolinário Novo      | Ravena     | 44° 25′ 00″ N, 12° 12′ 16,5″ L   |
| 788-006 | Batistério Arriano                     | Ravena     | 44° 25′ 07,4″ N, 12° 12′ 08,6″ L |
| 788-007 | Mausoléu de Teodorico                  | Ravena     | 44° 25′ 29,2″ N, 12° 12′ 31,2″ L |
| 788-008 | Basílica de Santo Apolinário em Classe | Classe     | 44° 22′ 48,3″ N, 12° 13′ 56,9″ L |

De todas estas importantes construções paleocristãs, destacam-se o oratório de São Lorenzo, conhecido como Mausoléu de Gala Placídia, e os batistérios ortodoxo e arriano. As construções mais imponentes são a Basílica de Santo Apolinário Novo construída por Teodorico, o Grande (hoje dedicada a Santo Apolinário) e a Basílica de São Vital, construída por Justiniano I.
Nas proximidades da cidade encontra-se a Basílica de Santo Apolinário em Classe, que pertencia ao porto de Classe, hoje desaparecido. Esta construção é mais antiga do que as basílicas da cidade.
São Vital - A igreja foi erguida na primeira metade do século V, sobre o lugar onde, segundo a tradição, foi martirizado Vital, um cristão do século I. É uma construção de ladrilhos octogonais, coroada por uma cúpula. Seu interior esplêndido é formado por uma peça central circundada por pilastras. As paredes deste último são revestidas por uma série de mosaicos excepcionais (520-550 aproximadamente): na abside, à esquerda, Justiniano I e seu séquito à direita, Teodora e seu cortejo de matronas e ministros, obras-primas da arte de Ravena; no interior da cúpula da abside: Cristo entre dois arcanjos, São Vital e o bispo Eclésio.
Mausoléu de Gala Placídia - É uma pequena construção de ladrilhos com planta central, que provavelmente deve seu nome à imperatriz que o construiu como próprio monumento sepulcral (século V). Seu interiro sugestivo é revestido completamente por magníficos mosaicos.
São Apolinário Novo - Esta igreja foi construída por Teodorico no início do século VI e destinada às funções religiosas dos arrianos; na segunda metade do mesmo século foi transformada em igreja católica. É uma construção simples possuindo um belo campanário cilíndrico (século IX). Seu magnífico interior, basilical, está dividido em três naves por colunas com belos capitéis bizantinos; as paredes da nave central estão revestidas por esplêndidos mosaicos do século VI realizados, em parte, sob o reinado de Teodorico; a decoração se desenvolve em três franjas sobrepostas: na superior, à direita e à esquerda estão representadas cenas do Novo Testamento; na região central, entre as janelas, há figuras de profetas e santos; na parte inferior, à esquerda, uma visão do Porto de Classe, a Procissão dos Magos e de 22 virgens e da Virgem Maria com o Menino Jesus, entre quatro anjos; à direita, estão representados o palácio de Teodorico em Ravena, um cortejo de 26 mártires e Jesus Cristo.
São Francisco - Foi fundada na segunda metade do século V e sofreu alterações no período barroco. No altar maior existe a urna de São Libério e a primeira capela à direita, decorada por esculturas do século XVI, de Túlio Lombardo.
Tumba de Dante - Dante Alighieri, o maior poeta italiano, foi desterrado de Florença e acolhido em 1317 em Ravena, por Guido Novello da Polenta, que ajudou a compor parte da Divina Comédia. O pequeno templo que hospeda seus restos foi construído em 1780 por Camillo Morigia.
Mausoléu de Teodorico - Esta construção maciça, de gosto claramente bárbaro, foi erigida por Teodorico em 520 e destinada a seu próprio sepulcro. Tem dois andares, com uma cúpula, constituída por uma peça única de pedra calcária.
São Apolinário em Classe - Surge entre as belas escarpas da costa e é um dos poucos restos que se conservam da antiga cidade de Classe, que foi o porto de Ravena; a basílica foi construída no século VI; o monumental campanário do século X.